# Da Vinci (cratère lunaire)
Da Vinci est un cratère d'impact situé à l'est de la face visible de la Lune au nord-ouest de la Mare Fecunditatis et le long du bord oriental de la baie du Sinus Concordiae donnant sur la Mare Tranquillitatis. Le cratère Da Vinci est grandement endommagé et érodé par de multiples impacts. Néanmoins quelques sections de son contour sont encore intactes notamment à l'est et au nord-ouest. L'intérieur montre une surface irrégulière.
En 1935, l'union astronomique internationale a donné le nom du village natal de l'homme d'esprit universel, Léonard de Vinci à ce cratère lunaire.

## Cratères satellites
Les cratères dit satellites sont de petits cratères craterlets situés à proximité du cratère principal, ils sont nommés du même nom mais accompagné d'une lettre majuscule complémentaire (même si la formation de ces cratères est indépendante de la formation du cratère principal). Par convention ces caractéristiques sont indiquées sur les cartes lunaires en plaçant la lettre sur le point le plus proche du cratère principal. Liste des cratères satellites de Da Vinci :
| Da Vinci | Latitude | Longitude | Diamètre |
| -------- | -------- | --------- | -------- |
| A        | 9.7° N   | 44.2° E   | 18 km    |